# منارة جنوة
منارة جنوة هي المنارة الرئيسية في ميناء جنوة إلى جانب كونها أداة مساعدة مهمة للملاحة الليلية، تعمل البرج كرمز ومعلم لمدينة جنوة. تم تشييدها من الحجارة بارتفاع 76 م (249 قدمًا) وهي خامس أطول منارة في العالم وثاني أطول منارة «تقليدية».